# 美國陸軍情報支援活動
美國陸軍情報支援活動（英語：United States Army Intelligence Support Activity，簡稱：USAISA），常被簡稱為情報支援活動（ISA） 或任務支援活動（Mission Support Activity，MSA），別名為活動（The Activity）、北維吉尼亞軍團（The Army of Northern Virginia）或軍事支援辦公室（Office of Military Support），是一個美國陸軍特種作戰部隊單位，原隸屬於美國陸軍情報與安全司令部（INSCOM），現為聯合特種作戰司令部（JSOC）的一部份。該部隊主要負責為其他美軍特種作戰部隊（尤其是三角洲部隊及海軍特種作戰開發群）收集反恐行動的情報，以促進他們的任務進程。USAISA是該部隊於1981—1989年間的官方名稱；其前身為1980年9月成立的戰地行動群（Field Operations Group，FOG）。

## 歷史

### 戰地行動群
自鷹爪行動的失敗後，美軍為了針對伊朗人質危機展開第二次營救行動而於1980年夏季創立了戰地行動群（FOG）。鷹爪行動的失敗主要歸因於美軍事先收集的情報不足，以及各單位欠缺有效的協調與指揮鏈。
戰地行動群由傑里·金上校負責指揮，該部隊主要在伊朗境內從事各種與情報收集有關的隱蔽行動。
儘管在情報收集上取得了成功，美軍最終卻取消了第二次營救行動。在行動被取消後，FOG不但沒有遭到解散，反而還擴大了規模。當時的領導層認為地面情報將是未來特種作戰邁向成功的關鍵，同時軍方認為只靠中情局並無法提供足夠的有用情報。為此在1981年3月3日，FOG被重新命名為“美國陸軍情報支援活動”，並正式成為一支永久部隊。 值得一提的是，ISA並非在後期成立的地上情報支援活動（Ground Intelligence Support Activity，GISA），後者直屬陸軍G2部門。

### 美國陸軍情報支援活動

#### 創立
1981年，ISA立即展開對新兵的招募，幹員數目從FOG時期的50名增至約100名。至目前為止，ISA仍然是一個極度神秘的軍事單位，一切有關該部隊的紀錄受到一個“特別訪問項目”（Special Access Program）的保密。此外，ISA亦獲得一筆70萬美元的機密資金、一個位於維吉尼亞州阿靈頓郡的秘密總部及偽裝名字“戰術概念活動”（Tactical Concept Activity）。ISA由3個主要行動分部（指揮部、訊號情報部及行動部），以及1個經常改名的分析部門（曾使用名稱包括：情報局；情報及安全局等）所組成。傑里·金上校成為了ISA的首任指揮官。ISA的任務是擔任美國特種作戰部隊（主要為聯合特種作戰司令部所屬的第1層級特別任務單位，三角洲部隊及海軍特種作戰開發群）在反恐作戰中的支援角色。該部隊會為友軍提供行動所需情報、探路及其他行動支援。在1980年代，ISA主要活躍於拉丁美洲和中東地區，但他們也曾於東非、東南亞和歐洲執行過任務。ISA目前的架構是保密的，但可以確定該單位至少有3個中隊（行動、訊號情報、任務支援／通訊）。

#### 首次任務
ISA執行過多次任務，包括為前黎巴嫩領導人巴希爾·傑馬耶勒提供庇護，以及試圖從伊拉克購買一輛蘇聯T-72主戰坦克（該交易最終失敗）。

#### 多澤爾被綁架，冬季收穫行動
1981年12月17日，當時隷屬北約陸上部隊南歐司令部的美國陸軍軍官，詹姆斯·L·多澤爾准將於其位於義大利維羅納的住所內被紅色旅恐怖份子綁架。義大利當局和美軍部隊隨即出動大批人馬搜索多澤爾將軍，包括義大利國家警察和卡賓槍騎兵。在當時大力支持使用非傳統情報收集手段的美國陸軍情報與安全司令部指揮官，的介入下，ISA也參與了該次行動。在冬季收穫行動當中，一支ISA訊號情報小隊被派往義大利與其他陸軍訊號情報及反情報單位發起聯合行動，透過使用空中及地面的訊號情報系統監聽及截取恐怖份子的通訊。在ISA及其他陸軍部門持續提供有用情報下，義大利警方成功在1982年1月中旬拘捕了數名紅色旅恐怖份子。至於後來是如何找到多澤爾，義大利當局從沒有正式對外公開過。不過，參與該次行動的美國陸軍士兵暗示是從被捕的恐怖份子口中得知他們把多澤爾禁錮在紅色旅的藏身地點，該地點位於帕多瓦一間店舖的單位內。毫無疑問地，該次行動的成功很大程度上是取決於ISA的訊號情報專家和其他陸軍情報單位的努力。多澤爾將軍最終於1982年1月28日由義大利國家警察特警隊中央保安行動局的幹員在毫無受傷的狀態下安全地救出。

#### 皇后獵人行動
1982年初，ISA被派往薩爾瓦多執行一個不論是中情局、國家安全局和陸軍情報與安全司令部都無法完成的訊號情報任務，該次行動由美國陸軍特種作戰師（SOD）負責，代號為“皇后獵人行動”。行動中由秘密軍事飛行單位海浪駕駛著比奇空中國王飛機從洪都拉斯起飛，ISA的訊號情報專家截取薩爾瓦多左翼游擊隊和法西斯殺人小隊的通訊內容，並向薩爾瓦多軍方提供有用的情報以抵抗叛軍的游擊戰術。美軍方面原本只打算將行動持續1個月，但結果該行動卻出乎意外的成功，故最終持續了超過3年。美軍並出動更多飛機，竊聽對象除了各派系的游擊隊外，還包括當時打擊美國所支持右翼叛亂組織康特拉的尼加拉瓜軍隊。

#### 拯救戰俘及失蹤士兵
1980年代，ISA曾對在東南亞失蹤的美軍士兵展開搜救行動。早在1979年，美國透過人造衛星拍攝的照片獲得情報，發現一所位於老撾的戰俘拘留營。但對於營地內的戰俘是否為美國人仍然需要透過地面偵察去確認。同時間，前美國陸軍特種部隊少校，博·格里茲與其他退役特種部隊老兵策劃了一場針對美軍戰俘的私人營救行動。格里茲把行動告知了美國政府，但政府卻勸喻他取消這個“任務”。雖然ISA隨後主動接觸格里茲，但軍方始終不相信格里茲對該行動是認真的。得知ISA向格里茲提供了資金和裝備後，五角大樓下令前者必須跟格里茲劃清界線。
大鷹行動，又稱作“BOHICA”，是一個機密的ISA武裝行動，目的是要找出在越戰期間被俘虜或滯留在老撾的美軍士兵和中情局特工。派往老撾執行任務的ISA幹員找到了一個至少囚禁了兩名戰俘的武裝營地，相信就是被俘的美軍人員或曾參與其他非法隱蔽行動的幹員。
1989年，當時的ISA指揮官，約翰·G·拉基透過電傳終結了USAISA這個術語和他的“影子資助者”（Grantor Shadow）特別訪問項目。不過，該單位仍然以各種被視為最高機密，且每兩年更換一次的代號持續運作中。目前已知的代號有：容量裝備（Capacity Gear）、中心突刺（Centra Spike）、撕裂勝利（Torn Victor）、無聲使能（Quiet Enable）、墓地之風（Cemetery Wind）和灰狐（Gray Fox）。

#### 灰狐
灰狐（Gray Fox）是ISA於2001年阿富汗戰爭期間使用的代號。該部隊的成員與聯合特種作戰司令部和中情局有著緊密合作。
2002年，灰狐的幹員跟三角洲部隊和海軍特種作戰開發群一同在阿富汗的山區執行任務。他們會截取敵軍的通話內容，並與特種作戰部隊一同徒步來到各個觀察哨站。據指，灰狐的努力拯救了超過100名在巨蟒行動期間於塔庫爾·加爾作戰的第10山地師和101空降師士兵。
2003年伊拉克戰爭期間，灰狐參與了針對薩達姆·海珊及其家人的搜索行動並在其中扮演極其重要的角色。他們有時會在“第20特種作戰特遣隊”（Joint Special Operations Task Force 20）的架構下跟其他特種作戰部隊一同行動。海珊最終在紅色黎明行動中被美軍生擒落網。灰狐在2005—2008年期間由邁克爾·K·永田上校所指揮，在這段時期他們繼續與美軍特種作戰部隊一同於阿富汗和伊拉克執行任務。
自ISA／灰狐被併入聯合特種作戰司令部後，其擔任的角色不再僅限於情報收集及支援，還可發起直接行動或人質營救等前線作戰行動。其目前的常用名稱為“柳橙特遣隊”（Task Force Orange）。

### 併入聯合特種作戰司令部
2003年，ISA從先前所隸屬的陸軍情報與安全司令部改隸至聯合特種作戰司令部（JSOC），同時被重新命名為“任務支援活動”（MSA）。
自2005年開始，ISA並不總是使用“特別訪問項目”中的兩字代號。2009年，一封寄給五角大樓的郵件中泄漏了該單位的代號爲“智慧之矛”（INTREPID SPEAR）。2010年，該部隊被稱為“美國陸軍研究與分析活動”（United States Army Studies and Analysis Activity）。
2011年5月2日，ISA在美軍發起海神之矛行動之前和期間擔任情報收集和資料分析的崗位，最終由美國特種作戰部隊和中情局特別活動部等單位在巴基斯坦阿伯塔巴德擊斃了當時的基地組織領導人，奧薩馬·本·拉登及其數名親屬。

## 招募、訓練及組織
ISA有大部份的幹員是來自美國陸軍特種部隊，因為特種部隊士兵具備較多專業技能，而且更能自力更生。不過也有來自其他軍事單位的候選人。大部份分配到行動、通訊或訊號情報中隊的候選人都必須通過一個評估和選拔課程，以及一個漫長的背景審查和心理測驗。一旦被取錄後，士兵會在一個特殊訓練課程中接受進一步訓練。就像許多單位一樣，ISA是由行動分隊和支援分隊（如情報分析、醫療和後勤等）所組成。

### 人力情報及訊號情報
在入隊前，候選人必須接受過各種戰術上的訓練，包括：近身距離作戰及狙擊／反狙擊等。雖然外語技能並非成為一名ISA幹員的先決條件，但對一名人力情報／訊號情報幹員來說，掌握外語技巧是執行秘密任務時必不可少的。
其他訓練項目包括：潛入技巧、進階空中行動、專業駕駛技術、個人防衛手段、先進通訊裝備的使用、深入監控、諜報、武器操作、徒手格鬥及訊號情報等。

## 流行文化

### 電子遊戲
- 《決勝時刻：黑色行動II》：“ISA”作為聯機模式中的一個陣營登場，其隊員均穿著便服以偽裝成平民。
- 《決勝時刻：現代戰爭》：聯機模式登場的“魔犬”女特戰兵，愛麗絲曾經在“柳橙特遣隊”服役。